# Tony Sénéchal
Tony Sénéchal (4 marzo 1977) è un ex calciatore tahitiano, di ruolo centrocampista.

## Carriera

### Nazionale
Ha debuttato in Nazionale il 4 giugno 2001, in Vanuatu-Tahiti (1-6), gara in cui ha siglato la rete del momentaneo 0-1 al minuto 26. Ha partecipato, con la Nazionale, alla Coppa d'Oceania 2000 e alla Coppa d'Oceania 2002. Ha collezionato in totale, con la maglia della Nazionale, 15 presenze e quattro reti.